# Erythrorchis
Erythrorchis, biljni rod iz porodice kaćunovki, dio tribusa Vanilleae. 
Sastoji se od dvije vrste holomikotrofa iz suptropske i tropske Azije i istočne Australije

## Vrste
1. Erythrorchis altissima (Blume) Blume
2. Erythrorchis cassythoides (A.Cunn. ex Lindl.) Garay, australski endem

## Sinonimi
- Haematorchis Blume; Rumphia 4: t. 200 B (1849)
- Ledgeria F.Muell.; Fragm. 1: 238 (1859)